# Luigi Musajo
Luigi Musajo (Locorotondo, 8 novembre 1904 – Modena, 18 novembre 1974) è stato un chimico italiano.

## Biografia
Era primogenito di Francesco Musajo e di Teresa Mongardi. Madre di discendenza romagnola, padre di antica famiglia epirota, quella dei Musachi, cavalieri e feudatari immigrati in Italia verso il 1500 per fuggire al Turco.
Laureatosi nel 1926, fu Assistente di Riccardo Ciusa ed Aiuto alla cattedra di chimica farmaceutica dell'Università di Bari (viene considerato uno dei padri fondatori della Facoltà di Farmacia di Bari). Nel 1937 con una borsa di studio della Fondazione Volta frequentò il Laboratorio di Chimica dell'Università di Vienna. 
Nel periodo bellico guadagnò un encomio solenne come Capitano presso la direzione "Armi ed armamenti navali del Regio Arsenale della Marina Militare" di Taranto per una missione compiuta in Calabria. Ottenne il riconoscimento di Cavaliere dell'Ordine della Corona d'Italia. 
Nel 1942 venne dichiarato primo vincitore della cattedra di Chimica Farmaceutica dell'Università di Cagliari. Dal 1945 al 1951 ricoprì invece il ruolo nell'Università di Modena e quindi nel 1951 nell'Università di Padova.
Il 12 giugno 1964 l'Accademia Nazionale dei Lincei gli conferiva il Premio Feltrinelli per la Medicina, scienze mediche con indirizzo fisiologico-biochimico, in occasione della chiusura dell'anno accademico alla presenza del Presidente della Repubblica e dei Presidenti di Camera e Senato. Nel 1972 conseguì nella prima edizione il "Premio Locorotondo" del Centro Educazione Sociale del Mezzogiorno (CESM).
Nel 1969 il Consiglio Nazionale delle Ricerche CNR lo incaricò di organizzare il Centro di studio sulla chimica del farmaco e dei prodotti biologicamente attivi, che diresse fino al 1972.
Nel 1971 Luigi Musajo sostenne con il professore tedesco H. Schievelbein l'istituzione di un gruppo di ricerca e lavoro tra scienziati sullo studio del triptofano. Nacque così l'International Society for Tryptophan Research - ISTRY che tenne il primo Meeting a Padova il 2 maggio 1974. Nel 1995 con l'8º Meeting svoltosi nuovamente a Padova venne stabilito di consegnare una medaglia in memoria del Prof. Luigi Musajo allo scienziato meritevole per il contributo professionale nelle ricerche sul triptofano o in aree correlate.
Fu socio dell'Istituto veneto di scienze, lettere ed arti, del Rotary Club di Padova, dell'Accademia Patavina di Scienze, dell'Accademia Pugliese di Scienze e nel 1972 dell'Accademia Nazionale dei Lincei.

### Opera scientifica
Identificò nel 1930 durante le sue ricerche sul metabolismo del triptofano, un prodotto anomalo del metabolismo del triptofano, l'acido xanturenico che si forma in carenza di Vitamina B6. Nei suoi studi chiarì il meccanismo biochimico della sua formazione. Luigi Musajo fu anche l'iniziatore della ricerca sulle furocumarine. Le sue ricerche furono presentate al Congresso internazionale di Chimica di Madrid, nel 1934, e a quello di Fisiologia di Leningrado, nel 1935.

### Incarichi
- componente del Consiglio Superiore della Pubblica Istruzione;
- membro del Comitato Nazionale della Chimica del Consiglio Nazionale delle Ricerche;
- Preside della Facoltà di Farmacia di Modena nel 1945 (oggi parte dell'Università degli Studi di Modena e Reggio Emilia);
- pro-Rettore della Facoltà di Farmacia di Padova;
- Preside della Facoltà di Farmacia di Padova nel 1951 (oggi parte dell'Università degli Studi di Padova);
- Presidente della Sezione Veneta della Società chimica italiana dal 1965 al 1974[7];;
- componente del Consiglio Centrale della Società Chimica Italiana dal 1965 al 1974;
- Presidente del Gruppo Italiano di Fotobiologia;
- primo Presidente della Società Italiana di Fotobiologia nel 1974;
- Direttore del Centro di Chimica del Farmaco e dei Prodotti Biologicamente Attivi;
- membro e Presidente della Società dei Naturalisti e Matematici di Modena dal 1949 al 1951[8];

## Opere
Diversi i lavori scientifici apparsi in giornali italiani e stranieri:
- Eliminazione di acidi ossichinolin-carbonici nel coniglio in seguito a somministrazione di proteine, Industrie grafiche A. Nicola & C., Varese 1934
- Acido xanturenico, acido chinurenico, e chinurenina in seguito a somministrazione di proteine, A. Nicola & C., Varese 1935
- L'attivita fotodinamica delle cumarine naturali, in collab. con G. Rodighiero, G. Caporale, Pinelli, Milano 1953
- Le sostanze fotodinamiche con particolare riguardo alle furocumarine, in collab. con G. Rodighiero, L. Santamaria, Istituto per la diffusione di opere scientifiche, Milano 1957
- Sul meccanismo d'azione delle furocumarine fotosensibilizzatrici, Accademia Nazionale dei Lincei, Roma 1965
- I vari modi di legarsi covalentemente delle furocumarine fotosensibilizzatrici cutanee al DNA per azione dell'ultravioletto lungo, in collab. con G. Rodighiero, Bardi, Roma 1971.

## Intitolazioni
Il Comune di Locorotondo, dove lo scienziato riposa nella cappella Musajo del cimitero, ha dedicato al suo illustre cittadino la "Via Luigi Musajo - Accademico dei Lincei (1904-1974)".

### Medaglia Luigi Musajo
La Divisione di Chimica Farmaceutica della Società chimica italiana conferisce periodicamente dal 1994, ogni tre anni circa, la "Medaglia Luigi Musajo" ad uno studioso italiano che per l'attività di ricerca, l'attività didattica e l'impegno abbia inciso significativamente sullo sviluppo delle scienze chimico-farmaceutiche in Italia. I premiati con la Medaglia:
- 1994 - Federico Maria Arcamone, Menarini Ricerche Sud;
- 1996 - Vincenzo Tortorella, Università di Bari;
- 1998 - Fabio Sparatore, Università di Genova;
- 2000 - Alberto Gasco, Università di Torino;
- 2004 - Antonio Da Settimo, Università di Pisa;
- 2007 - Enrico Aiello, Università di Palermo;
- 2010 - Luisa Mosti, Università di Genova;
- 2013 - Angelo Carotti, Università di Bari;
- 2016 - Pier Giovanni Baraldi, Università di Ferrara;
- 2019 - Federico Da Settimo Passetti, Università di Pisa;
- 2022 - Gabriele Costantino, Università di Parma;

### Musajo Memorial Medal
L'International Society for Tryptophan Research - ISTRY consegna dal 1995 la medaglia in memoria del Prof. Luigi Musajo, questi i premiati:
- 1995 - Osamu Hayaishi, Osaka Bioscience Institute, Japan
- 1998 - Walter Kochen, Seelsorgeeinheit Heidelberg-Neckartal
- 2002 - Graziella Allegri, University of Padova, Italy
- 2002 - Hans Steinhart, University of Hamburg, Germany
- 2006 - Ryo Kido, Wakayama Medical Collage, Japan
- 2009 - Simon N. Young, McGill University, Canada
- 2012 - Abdulla A.B. Badawy, Cardiff Metropolitan University, UK
- 2015 - Robert Schwarcz, University of Maryland, USA
- 2018 - Trevor Stone, University of Glasgow, UK
- 2020 - Flavio Moroni, University of Florance, Italy